# Reuden/Anhalt
Reuden/Anhalt is een voormalige gemeente in de Duitse deelstaat Saksen-Anhalt, en maakt deel uit van de Landkreis Anhalt-Bitterfeld.
Reuden/Anhalt telt 670 inwoners.